# All 6's and 7's
Albums de Tech N9ne
Bad Season
(2010) Welcome to Strangeland
(2011)
Singles
1. He's a Mental Giant
Sortie : 4 mai 2011
2. Mama Nem
Sortie : 8 mai 2011
3. Worldwide Choppers
Sortie : 31 mai 2011
4. Love Me Tomorrow
Sortie : 2011
5. Am I a Psycho?
Sortie : 22 janvier 2012

All 6's and 7's est le douzième album studio du rappeur Tech N9ne, sorti le 7 juin 2011.
L'album s'est classé 1er au Billboard 200, au Top Independent Albums, au Top Rap Albums et au Top R&B/Hip-Hop Albums.

## Liste des titres
| No  | Titre | Contient un (des) sample(s) de | Durée |
| --- | --- | --- | ----- |
| 1.  | The Pledge (Intro)                                                                                               | | 0:42  |
| 2.  | Technicians | | 3:52  |
| 3.  | Military (Skit)                                                                                                  | | 0:21  |
| 4.  | Am I a Psycho? (featuring B.o.B et Hopsin)                                                                       | | 4:04  |
| 5.  | He's a Mental Giant                                                                                              | Boy Meets Dog de Walter Lantz | 3:54  |
| 6.  | Worldwide Choppers (featuring Busta Rhymes, Ceza, D-Loc, JL of B. Hood, Twista, Twisted Insane, U$O et Yelawolf) | Midwest Choppers 2 de Tech N9ne featuring K-Dean et Krayzie Bone                                                                    | 5:26  |
| 7.  | We Miss You Man Man (Skit)                                                                                       | | 0:46  |
| 8.  | I Love Music (featuring Kendrick Lamar et Oobergeek)                                                             | | 3:46  |
| 9.  | Strangeland | | 3:35  |
| 10. | Call From Richie (Skit)                                                                                          | | 0:34  |
| 11. | The Boogieman (featuring First Degree the D.E. et Stokley Williams)                                              | | 3:51  |
| 12. | Cult Leader (featuring Liz Suwandi)                                                                              | | 4:46  |
| 13. | Call From KC Poet Camile (Skit)                                                                                  | | 0:59  |
| 14. | Fuck Food (featuring Lil Wayne, T-Pain et Krizz Kaliko)                                                          | Feed Me (Git It) de Levi Stubbs et Rick Moranis Throb de Janet Jackson Karaoke de T-Pain featuring DJ Khaled Hunterish de Tech N9ne | 4:55  |
| 15. | Overtime (featuring Stevie Stone)                                                                                | | 3:00  |
| 16. | Pornographic (featuring E-40, Krizz Kaliko et Snoop Dogg)                                                        | | 3:52  |
| 17. | You Owe Like Pookie (featuring Jay Rock & Kutt Calhoun)                                                          | | 3:28  |
| 18. | Delusional (featuring Nikkiya Brooks)                                                                            | | 4:12  |
| 19. | So Lonely (featuring Blind Fury et Mackenzie O’Guin)                                                             | | 3:54  |
| 20. | If I Could (featuring Chino Moreno et Stephen Carpenter)                                                         | | 3:27  |
| 21. | Angry Caller (Skit)                                                                                              | | 0:20  |
| 22. | Love Me Tomorrow (featuring Big Scoob)                                                                           | | 3:44  |
| 23. | Mama Nem | | 4:22  |
| 24. | Promiseland (featuring Nikkiya Brooks)                                                                           | Mixin' Up the Medicine de Yelawolf et Juelz Santana                                                                                 | 4:41  |

| 25. | F.A.N.S. (Forever Accepting N9ne's Soul) | 5:09 |

| 25. | Face Paint                                 | 3:21 |
| 26. | Give it Up (featuring Lebowski et Ces Cru) | 5:08 |
| 27. | Rock & Roll Nigga                          | 4:08 |

| 25. | Eenie Meanie Miny Ho (featuring Krizz Kaliko et Wide Frame) | 3:38 |
| 26. | This Is Hip Hop (featuring Brotha Lynch Hung)               | 3:41 |
| 27. | Ya Killin Me (featuring Pill)                               | 3:21 |